# Бульвар Сулеймана Стальского
Бульвар Сулеймана Стальского — городской парк Махачкалы, расположен в приморской зоне на территории Советского района, от Городского сада (улица Леваневского) до Аварского музыкально-драматического театра им. Г. Цадасы вдоль ж/д полотна. Протяжённость — 260 метров.
Назван в честь Сулеймана Стальского (1869—1937) — лезгинского поэта-ашуга, основоположника лезгинской, дагестанской, досоветской поэзии, одного из крупнейших дагестанских поэтов XX века, народного поэта Дагестанской АССР.
Бульвар является частью садово-парковой зоны Махачкалы, расположенной вдоль береговой линии, что иногда приводит к путанице названий. Популярное место отдыха
У памятника Сулейману Стальскому на бульваре традиционно проводятся торжественные мероприятия в рамках празднования Международного дня поэзии, а в день рождения Стальского, 18 мая, отмечается День дагестанской поэзии. Площадь перед Аварским драмтеатром, наряду с площадкой в Парке Ленинского комсомола, входит в список рекомендуемых для проведения массовых мероприятий.

## История
До 1937 г. на месте бульвара располагалась Базарная площадь. Площадь занимала пустынную территорию перед Свято-Никольской церковью. В 1920 г. церковь была закрыта, а в 1928 г. её здание было разобрано. На месте церкви позднее (в 1968 г.) было построено здание Аварского музыкально-драматического театра.
В 1937 году здесь, тогда — приморской зоне, занимаемой базарной площадью, был похоронен Сулейман Стальский. В течение короткого времени у могилы силами общественности был разбит парк с молодыми деревьями, дорожками и скамейками. В 1938 году парку было присвоено имя Стальского.
В 1949 году в парке установлен бюст Стальского (скульптор Х. Н. Аскар-Сарыджа, архитектор А. М. Алхазов).
Могила объявлена памятником культурного наследия РФ.
Сохранность могилы вызывала опасения общественности и в 2015 году на средства, собранные по подписке, у неё установили декоративное ограждение.
Предпринимаются меры для упорядочения торговли на бульваре.

## Достопримечательности

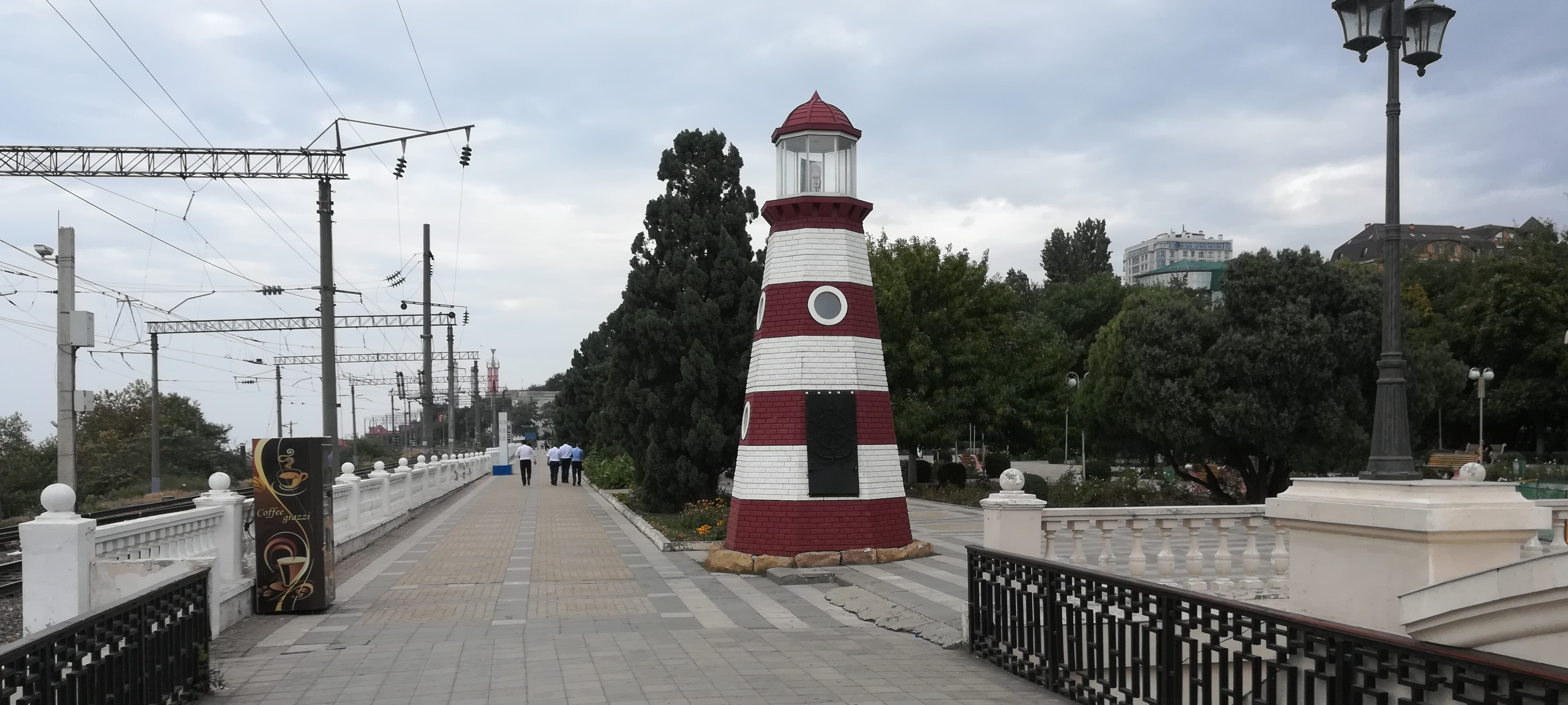
Копия Петровского маяка на бульваре Сулеймана Стальского

Памятный бюст Стальского

Базарная площадь и Свято-Никольская церковь